# Timqet
Timqet (amharique: ጥምቀት, français: baptême) est la célébration éthiopienne orthodoxe à la fois du baptême de Jésus dans le Jourdain et de l'Épiphanie. Elle a lieu le 19 janvier (le 20 pour les années bissextiles).
L'Épiphanie éthiopienne est inscrite sur la liste représentative du patrimoine culturel immatériel de l'humanité en décembre 2019.

## Cérémonie

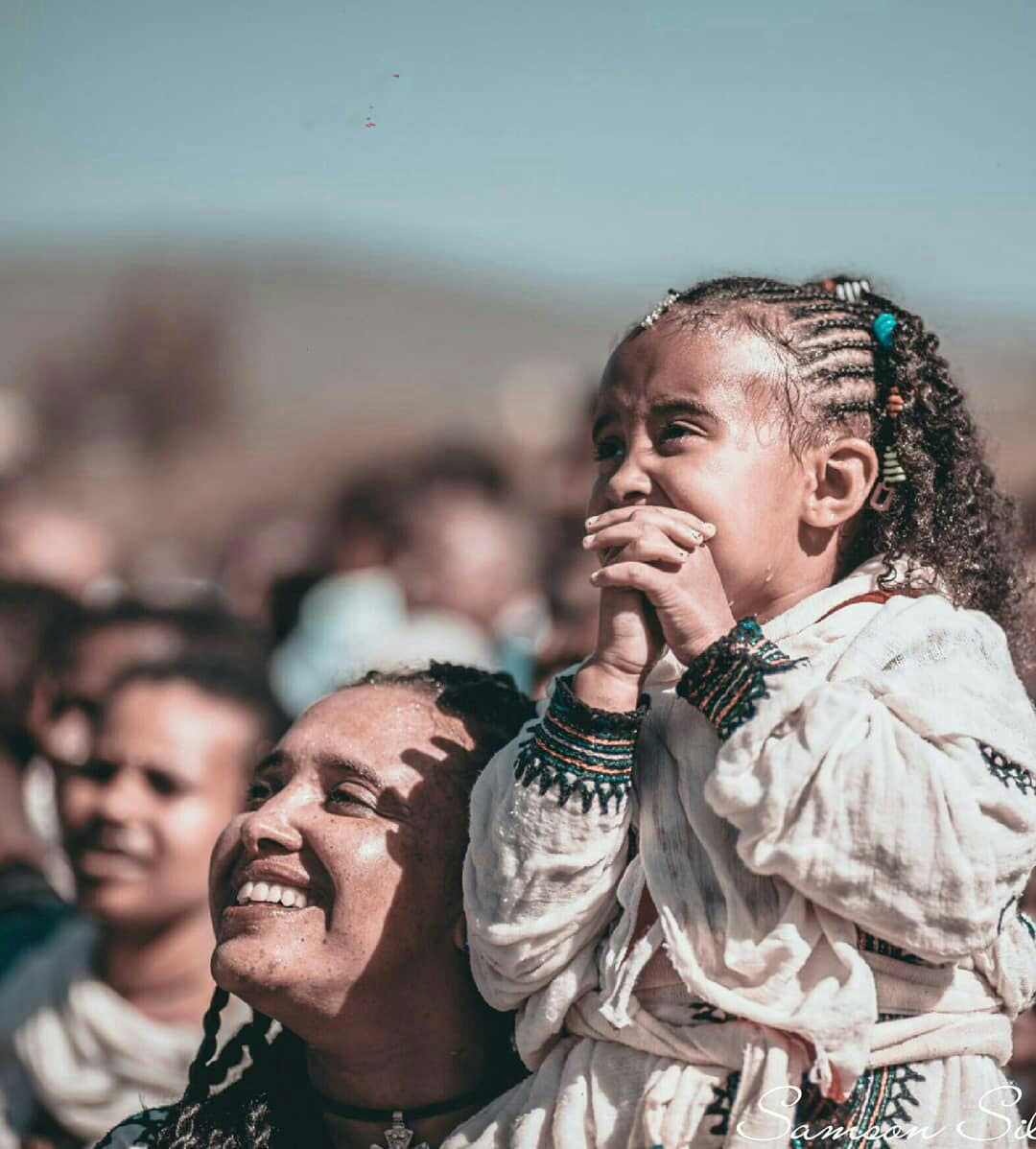
Ferveur populaire.

La fête est connue pour sa reconstitution rituelle du baptême (similaire aux reconstitutions de nombreux pèlerins chrétiens en Terre sainte lorsqu'ils se rendent au Jourdain). Les premiers Européens ayant assisté à ces reconstitutions en Éthiopie firent une confusion avec le véritable baptême et utilisèrent cela comme une preuve d'erreur religieuse puisque les Chrétiens croient en « un seul baptême pour la rémission des péchés » (Symbole de Nicée). 
Timqet est une des cérémonies durant laquelle les tabots (répliques de l'Arche de l'Alliance) sont retirés des églises pour être vus par la foule, des tissus sont toutefois enroulés autour. Pendant la procession, qui a lieu la veille, les prêtres, vêtus de costumes colorés, portent les tabots sur leur tête pour les amener vers le bord d'un cours ou d'une étendue d'eau. Vers deux heures du matin, la divine liturgie y est célébrée. Vers l'aube, le jour de la fête, l'eau est bénie et la foule est arrosée, certaines personnes entrent entièrement dans l'eau afin de symboliquement renouveler leurs vœux de baptême. Vers midi, les tabots retournent vers les églises, à nouveau durant une procession colorée pendant laquelle les prêtres ainsi que les participants chantent et dansent. Les familles retournent ensuite à leur domicile pour continuer la célébration.
La célébration de Timqet à Gondar rassemble plusieurs milliers de personnes (et, chaque année, plusieurs centaines de touristes étrangers) autour du bassin de Fasilides, construit au XVIIe siècle. 

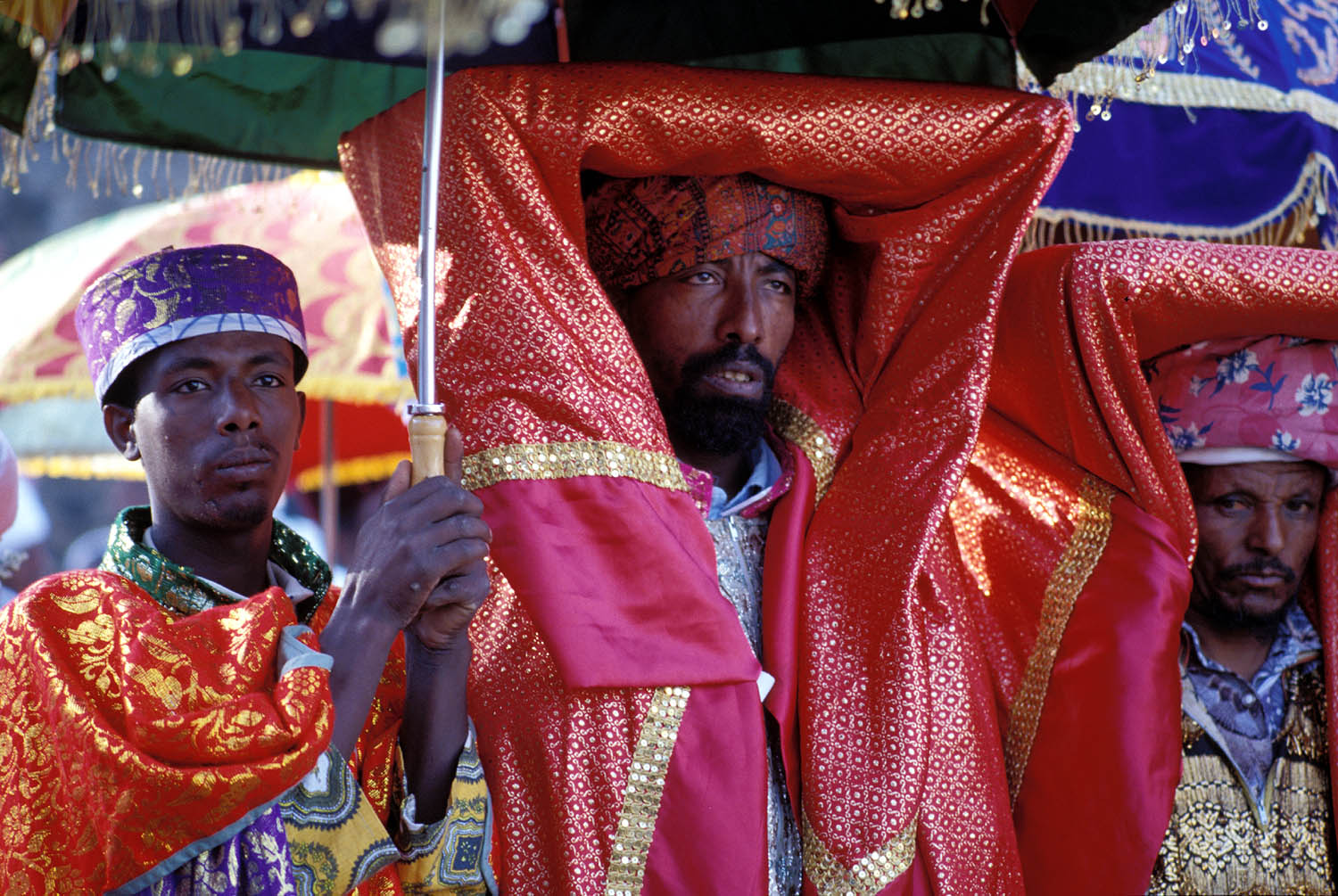
Prêtre portant un tabot durant la cérémonie à Gondar
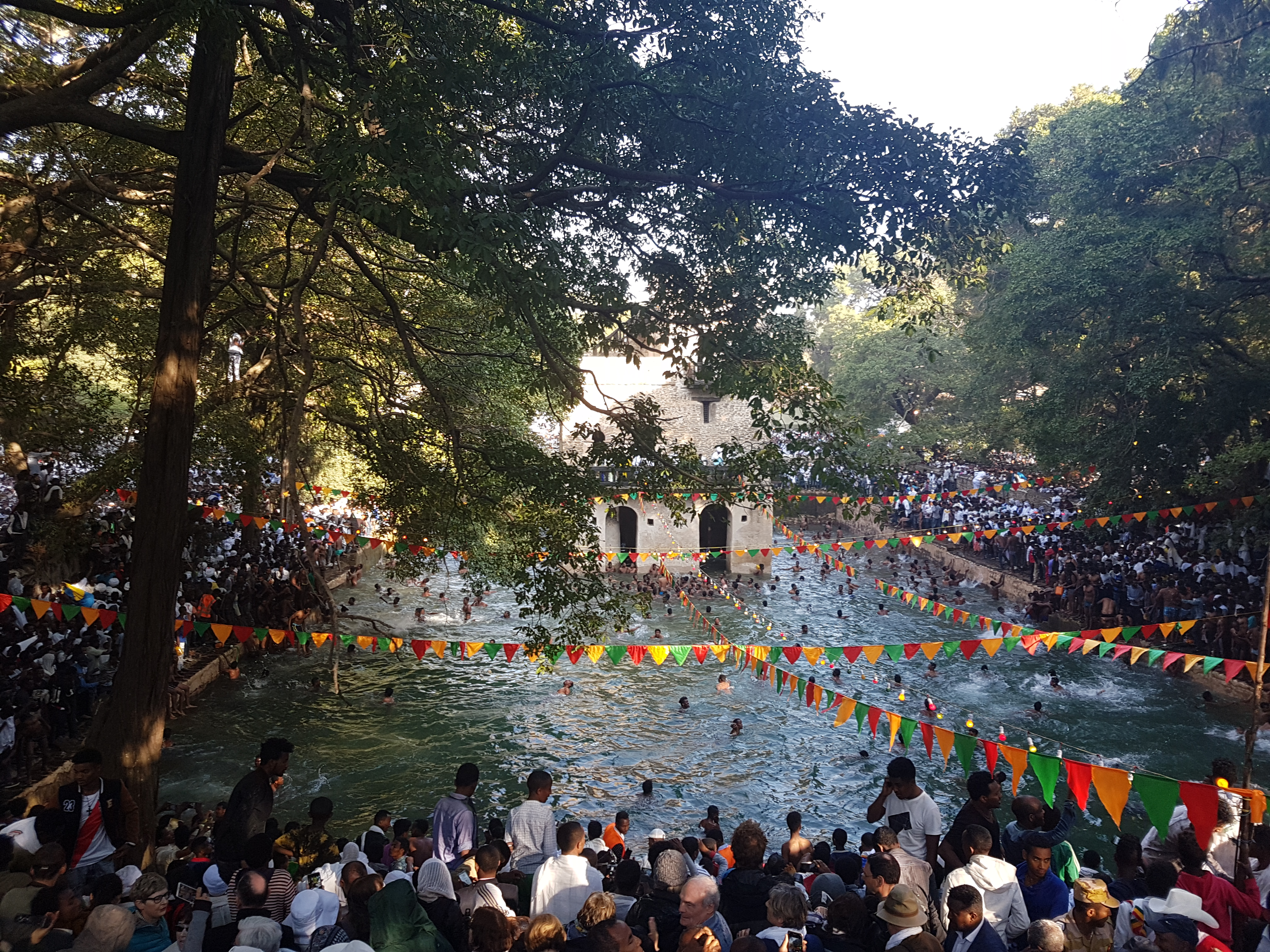
Le bassin de Fasilides, à Gondar, après la bénédiction de l'eau le matin.
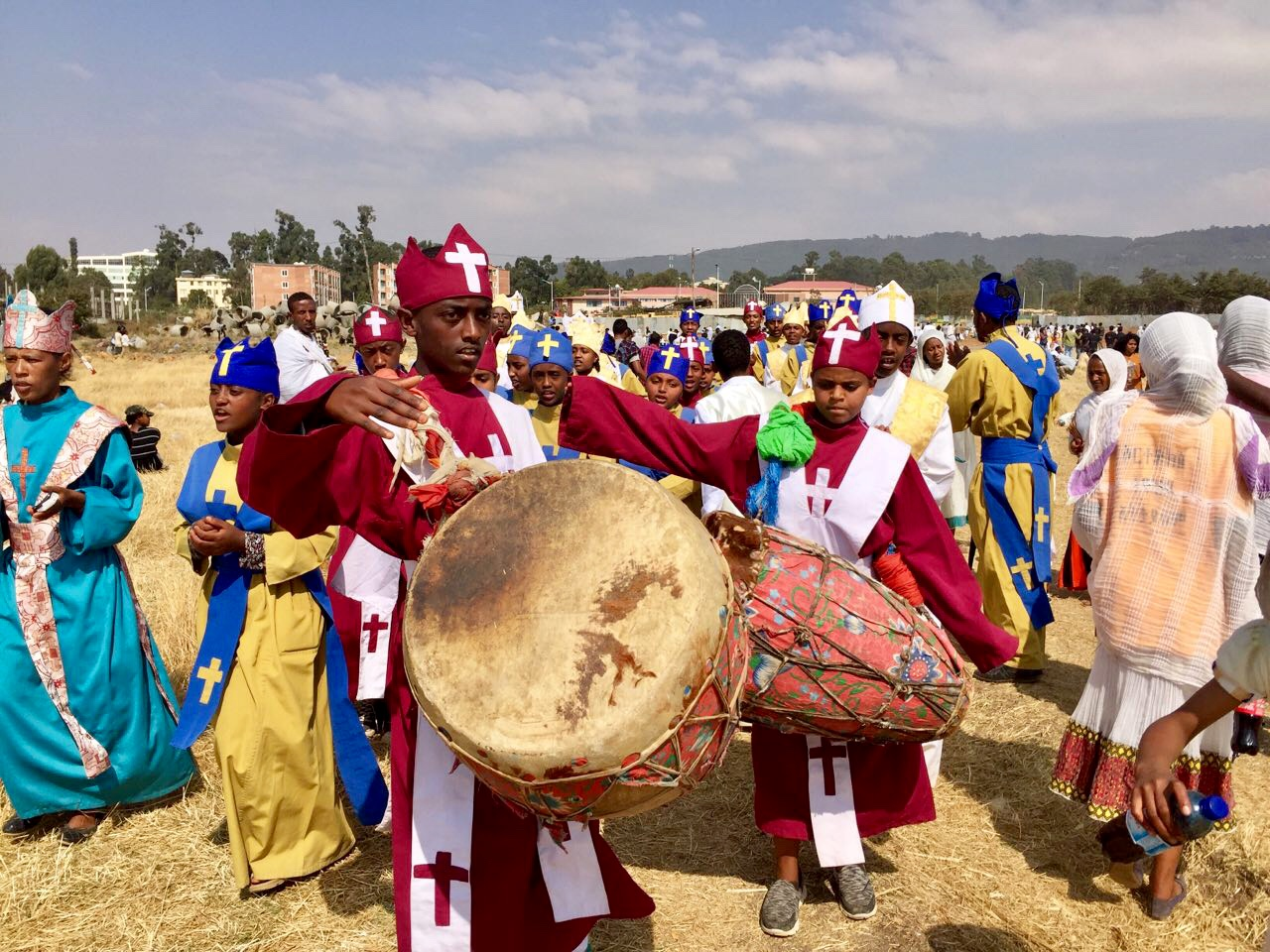
Accompagnement de keberos.
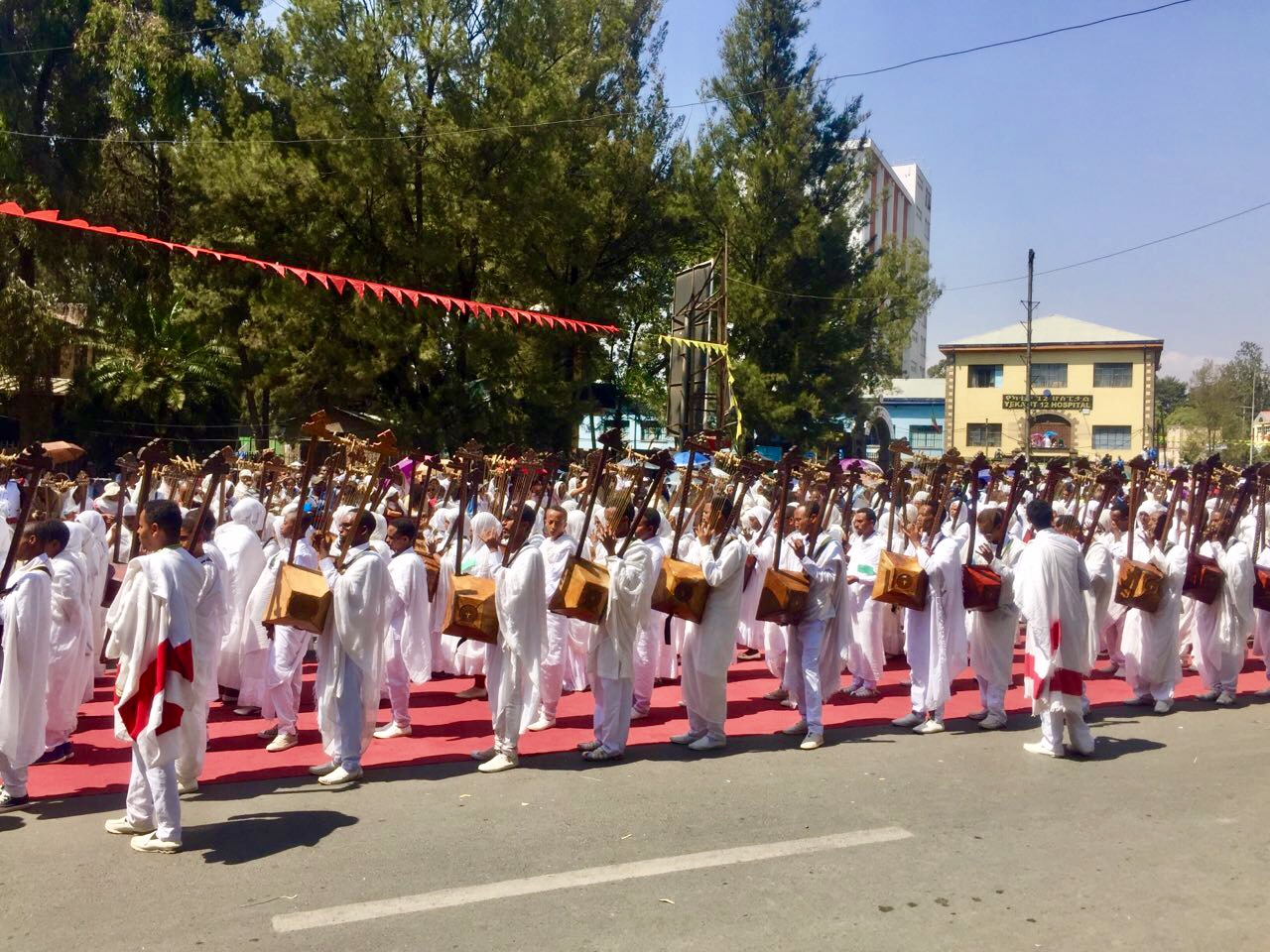
Cortège.

## Sources
- (en) Donald N. Levine, Wax and Gold: Tradition and Innovation in Ethiopia Culture, Chicago, University Press, 1972, p. 63